# آقای کاراته
آقای کاراته (عربی: مستر كراتيه) یک فیلم به کارگردانی محمد حسن خان است که در سال ۱۹۹۳ منتشر شد.